# Andrzej M. Chołdzyński
Andrzej Marek Chołdzyński (ur. 2 listopada 1960 w Lublinie) – polski architekt i urbanista.

## Życiorys

### Wykształcenie
W 1988 r. ukończył studia na Wydziale Architektury Politechniki Krakowskiej. Wcześniej, odbył również studia z zakresu kultury i cywilizacji francuskiej na Université Paris Sorbonne (1982–1983) oraz studia architektoniczne w Ecole d’Architecture Paris la Seine (1983–1985). W latach 1989–1992 kształcił się na studiach podyplomowych z zakresu teorii architektury w Ecole d’Architecture (Paris UPA 1 – l’Unite Pedagogique d’Architecture no 1).

### Kariera zawodowa
Pracuje i mieszka w Paryżu od 1982 i w Warszawie od 1994. Jest autorem publikacji z dziedziny architektury i urbanistyki, autorem i współautorem kilkunastu projektów architektonicznych w Polsce i Francji. Laureat kilkudziesięciu nagród, w tym Państwowej Nagrody RP I stopnia za wybitną twórczość architektoniczną.

### Działalność publiczna
W wyborach do Parlamentu Europejskiego w 2004 bezskutecznie ubiegał się o mandat z listy Platformy Obywatelskiej w okręgu nr 4, uzyskując 2663 głosów. W 2010 r. został członkiem Miejskiej Komisji Urbanistyki i Architektury w Warszawie. W kadencji 2007–2011 zasiadał w Radzie Architektury i Rozwoju Warszawy przy Prezydencie m. st. Warszawy; od 2015 r. w Radzie Architektury i Przestrzeni Publicznej przy Prezydencie m. st. Warszawy.
Od 2010 r. przewodniczy jury konkursu dla dzieci niepełnosprawnych „Pociąg do sztuki”. W 2009 i 2010 był mecenasem koncertów Orkiestry Akademii Beethovenowskiej. Sponsorował również wydarzenia związane z obchodami 70-lecia istnienia organizacji UNICEF Polska (2016).

## Życie prywatne
Jest żonaty, ma córkę Julię. Jego brat, Artur Chołdzyński, również jest architektem i pracuje jako szef zespołu projektowego w AMC.
Andrzej M. Chołdzyński posługuje się biegle językami: polskim, francuskim, angielskim i rosyjskim.

## Najważniejsze projekty

### Zrealizowane
- zespoły mieszkaniowe w Élancourt – Francja i w LSM w Lublinie, z CCK Architects
- Hotel przy rondzie Mogilskim w Krakowie, z J. i K. Ingarden
- Instytut Polski w Paryżu (dla St. Fiszer Architecte DEPG)
- siedziba Giełdy Papierów Wartościowych w Warszawie – Centrum Giełdowe S.A., ze Stanisławem Fiszerem
- zespół budynków biurowych Lipowy Office Park przy ulicy Żwirki i Wigury
- zabudowa podcieni Centrum Bankowo-Finansowego „Nowy Świat” przy ulicy Nowy Świat w Warszawie
- budynek biurowy „Ambassador” przy ulicy Domaniewskiej w Warszawie
- Centrum Innowacji i Zaawansowanych Technologii Politechniki Lubelskiej
- stacje I linii metra w Warszawie: Plac Wilsona[20], Wawrzyszew i Młociny
- odcinek centralny II linii metra w Warszawie – 6 tuneli szlakowych i 7 stacji: Rondo Daszyńskiego, Rondo ONZ, Świętokrzyska, Nowy Świat-Uniwersytet, Centrum Nauki Kopernik, Stadion Narodowy i Dworzec Wileński
- rozbudowa Domu Partii przy ulicy Nowy Świat w Warszawie o budynek biurowo-usługowy, biurowiec Nowy Świat 2.0[21]
- rozbudowa i przebudowa Centralnego Domu Towarowego w Warszawie na biurowiec Cedet

### W toku
- zespół budynków biurowych wysokościowych przy ulicy Siennej/Towarowej w Warszawie[22]
- zespół budynków mieszkalnych z usługami przy ul. Wileńskiej, Al. Solidarności w Warszawie – w budowie od 2019 r.[23]
- transformacja kamienicy neo-renesansowej przy placu Piłsudskiego w Warszawie i stworzenie sali baletu, sal koncertowych, mediateki, klubu jazzowego, archiwów Polskiego Wydawnictwa Muzycznego – projekt budowlany w toku w 2019 r.[24]
- stacje metra C04 – Powstańców Śląskich, C05 – Ulrychów drugiej linii metra w Warszawie, 2019[25]

## Nagrody i odznaczenia
- 1 czerwca 2000 roku został odznaczony przez prezydenta Rzeczypospolitej za wybitne zasługi w działalności na rzecz budowy kompleksu obiektów „Centrum Giełdowego” SA w Warszawie Krzyżem Kawalerskim Orderem Odrodzenia Polski[26]
- Nagroda Państwowa RP Pierwszego Stopnia za wybitne osiągnięcia twórcze w dziedzinie architektury za projekt i realizację gmachu Centrum Giełdowe siedziby m.in. Giełdy Papierów Wartościowych w Warszawie S.A. przy ul. Książęcej
- tytuł najlepszego budynku (2001) dla Centrum Giełdowe w konkursie „Murowany Rynek”[27]
- nagroda MetroRail 2008 w Kopenhadze – Najlepsza na świecie nowa stacja metra – dla stacji metra Plac Wilsona w Warszawie[28]
- nagroda za najlepszy na świecie budynek użyteczności publicznej z żelbetu – Meksyk 2008 r. za Stację Metra Plac Wilsona w Warszawie
- nominacja do nagrody UE im. Mies van der Rohe (2001) za Centrum Giełdowe w Warszawie
- nagroda specjalna miesięcznika Builder Polski Herkules 2012 przyznana przez Kapitułę pod Patronatem Honorowym Wicepremiera, Ministra Gospodarki za wybitne osiągnięcia twórcze w dziedzinie architektury, ze szczególnym uwzględnieniem projektu warszawskiego metra. Za całokształt dokonań dla rozwoju polskiej architektury i budownictwa[29].
- nagroda Top Builder 2015 za Projekt koncepcyjny centralnego odcinka II Linii Metra w Warszawie[30].
- pierwsze miejsce w konkursie „Obiekt roku” Aluprof – 2014, dla budynku Kronos Ambassador w Warszawie
- wyróżnienie nadane przez stację CNN dla projektu stacji metra Plac Wilsona jako jednej z „12 najbardziej imponujących stacji metra w Europie”[31]
- nominacja do Nagrody Roku 2014 SARP pod honorowym patronatem Prezydenta RP za obiekt: Budynek Centrum Innowacji i Zaawansowanych Technologii PL w Lublinie[32]
- nagroda architektoniczna Prezydent m.st. Warszawy za obiekt zrealizowany w 2015 r. w kategorii architektura użyteczności publicznej – obiekt komercyjny dla budynku biurowego Nowy Świat 2.0[33][34][35]
- budynek The Warsaw HUB otrzymał pierwszą nagrodę w ramach konkursu International Property Awards w Londynie w kategorii „Best Commercial High-rise Development Europe” jako najlepszy budynek wysokościowy, komercyjny w Europie w 2018 r.[36]
- nominacja gmachu CEDET przy Al. Jerozolimskich, ul Brackiej i ul. Kruczej jako jednego z czterech finalistów na światowym konkursie na MIPIM 2019 w Cannes w kategorii „Najlepszy budynek zrewitalizowany”[37]
- wyróżnienie w plebiscycie „Osobowości 25-lecia” miesięcznika „Architektura Murator” jako jedna z postaci polskiej architektury, które w ciągu ostatniego ćwierćwiecza były autorem najbardziej znaczących, przełomowych, nowatorskich gmachów i projektów w polskiej architekturze (2019)[38]
- Newsweek Magazine (edycja U.S.) wybrał stację metra Nowy Świat-Uniwersytet w Warszawie jako jedną z najbardziej interesujących architektonicznie i artystycznie 10 stacji metra na świecie[39]
- Nagroda Ministra Rozwoju za wybitne osiągnięcia twórcze w dziedzinie architektury i budownictwa oraz planowania i zagospodarowania przestrzennego w postaci projektu przebudowy i rozbudowy gmachu CDT na budynek handlowo-usługowo-biurowy CEDET w Warszawie[40][41].
- główna doroczna (2020) nagroda miesięcznika Builder – TopBuilder 2020 za projekt i realizację rewitalizacji, przebudowy i rozbudowy gmachu CDT na budynek handlowo-biurowy CEDET w Warszawie oraz zespołu trzech budynków wysokościowych; biur, hoteli, centrum konferencyjnego i usług The Warsaw Hub w Warszawie[42].